# Richard Dedekind
Julius Wilhelm Richard Dedekind (Braunschweig, 6 de outubro de 1831 — Braunschweig, 12 de fevereiro de 1916) foi um matemático alemão que fez contribuições importantes para a álgebra abstrata (especialmente na teoria dos anéis), na fundamentação axiomática dos números naturais, na teoria algébrica dos números e na definição de número real.

## Vida
O pai de Dedekind era Julius Levin Ulrich Dedekind, administrador do Collegium Carolinum em Braunschweig. Sua mãe era Caroline Henriette Dedekind (nascida Emperius), filha de um professor do Collegium.  Richard Dedekind tinha três irmãos mais velhos. Quando adulto, ele nunca usou os nomes de Júlio Guilherme. Ele nasceu em Braunschweig (muitas vezes chamado de "Brunswick" em inglês), onde viveu a maior parte de sua vida e morreu. Seu corpo repousa no cemitério principal de Braunschweig.
Ele frequentou o Collegium Carolinum pela primeira vez em 1848 antes de se transferir para a Universidade de Göttingen em 1850. Lá, Dedekind aprendeu teoria dos números com o professor Moritz Stern. Gauss ainda estava ensinando, embora principalmente em um nível elementar, e Dedekind se tornou seu último aluno. Dedekind recebeu seu doutorado em 1852, com uma tese intitulada Über die Theorie der Eulerschen Integrale ("Sobre a Teoria das integrais Eulerianas"). Esta tese não exibiu o talento evidente nas publicações subsequentes de Dedekind.
Naquela época, a Universidade de Berlim, não Göttingen, era a principal instalação de pesquisa matemática na Alemanha. Assim, Dedekind foi para Berlim para dois anos de estudo, onde ele e Bernhard Riemann foram contemporâneos; ambos receberam a habilitação em 1854. Dedekind retornou a Göttingen para lecionar como Privatdozent, dando cursos sobre probabilidade e geometria. Ele estudou por um tempo com Peter Gustav Lejeune Dirichlet, e eles se tornaram bons amigos. Por causa de fraquezas persistentes em seu conhecimento matemático, ele estudou funções elípticas e abelianas. No entanto, ele também foi o primeiro em Göttingen a dar uma palestra sobre a teoria de Galois. Nessa época, ele se tornou uma das primeiras pessoas a entender a importância da noção de grupos para álgebra e aritmética.
Em 1858, ele começou a lecionar na Escola Politécnica de Zurique (agora ETH Zurique). Quando o Collegium Carolinum foi atualizado para Technische Hochschule (Instituto de Tecnologia) em 1862, Dedekind retornou à sua terra natal, Braunschweig, onde passou o resto de sua vida, ensinando no Instituto. Ele se aposentou em 1894, mas deu aulas ocasionais e continuou a publicar. Ele nunca se casou, em vez disso, morou com sua irmã Julia.
Dedekind foi eleito para as Academias de Berlim (1880) e Roma, e para a Academia Francesa de Ciências (1900). Ele recebeu doutorados honorários das universidades de Oslo, Zurique e Braunschweig.

## Trabalho
Enquanto ensinava cálculo pela primeira vez na escola politécnica, Dedekind desenvolveu a noção agora conhecida como cortes de Dedekind (alemão: Schnitt), agora uma definição padrão dos números reais. A ideia de um corte é que um número irracional divide os números racionais em duas classes (conjuntos), com todos os números de uma classe (maior) sendo estritamente maiores do que todos os números da outra classe (menor). Por exemplo, a raiz quadrada de 2 define todos os números não negativos cujos quadrados são menores que 2 e os números negativos na classe menor, e os números positivos cujos quadrados são maiores que 2 na classe maior. Cada local no continuum da reta numérica contém um número racional ou irracional. Assim, não há locais vazios, lacunas ou descontinuidades. Dedekind publicou seus pensamentos sobre números irracionais e cortes de Dedekind em seu panfleto "Stetigkeit und irrationale Zahlen" ("Continuidade e números irracionais"); na terminologia moderna, Vollständigkeit, completude.
Dedekind definiu dois conjuntos como "semelhantes" quando existe uma correspondência um-para-um entre eles.  Ele invocou a semelhança para dar a primeira definição precisa de um conjunto infinito: um conjunto é infinito quando é "semelhante a uma parte própria de si mesmo" na terminologia moderna, é equinumeroso a um de seus subconjuntos próprios. Assim, o conjunto N dos números naturais pode ser mostrado como semelhante ao subconjunto de N cujos membros são os quadrados de cada membro de N, (N → N2):
```
N
    1  2  3  4  5  6  7  8  9  10 ...
             ↓           

N
2
   1  4  9  16 25 36 49 64 81 100 ...
```

O trabalho de Dedekind nesta área antecipou o de Georg Cantor, que é comumente considerado o fundador da teoria dos conjuntos. Da mesma forma, suas contribuições para os fundamentos da matemática anteciparam trabalhos posteriores dos principais proponentes do logicismo, como Gottlob Frege e Bertrand Russell.

Dedekind editou as obras coletadas de Lejeune Dirichlet, Gauss e Riemann. O estudo de Dedekind sobre o trabalho de Lejeune Dirichlet o levou ao seu estudo posterior de campos e ideais numéricos algébricos. Em 1863, ele publicou as palestras de Lejeune Dirichlet sobre teoria dos números como Vorlesungen über Zahlentheorie ("Palestras sobre Teoria dos Números"), sobre as quais foi escrito que:
Embora o livro seja seguramente baseado nas palestras de Dirichlet, e embora o próprio Dedekind tenha se referido ao livro ao longo de sua vida como Dirichlet, o livro em si foi inteiramente escrito por Dedekind, em sua maior parte após a morte de Dirichlet.

- Edwards, 1983
As edições de 1879 e 1894 do Vorlesungen incluíram suplementos que introduziam a noção de um ideal, fundamental para a teoria dos anéis. (A palavra "Anel", introduzida mais tarde por Hilbert, não aparece no trabalho de Dedekind.) Dedekind definiu um ideal como um subconjunto de um conjunto de números, composto de inteiros algébricos que satisfazem equações polinomiais com coeficientes inteiros. O conceito passou por um maior desenvolvimento nas mãos de Hilbert e, especialmente, de Emmy Noether. Os ideais generalizam os números ideais de Ernst Eduard Kummer, concebidos como parte da tentativa de Kummer de 1843 de provar o Último Teorema de Fermat. (Assim, pode-se dizer que Dedekind foi o discípulo mais importante de Kummer.) Em um artigo de 1882, Dedekind e Heinrich Martin Weber aplicaram ideais às superfícies de Riemann, dando uma prova algébrica do teorema de Riemann-Roch.
Em 1888, ele publicou uma pequena monografia intitulada Was sind und was sollen die Zahlen? ("O que são números e para que servem?" Ewald 1996: 790), que incluía sua definição de um conjunto infinito. Ele também propôs uma base axiomática para os números naturais, cujas noções primitivas eram o número um e a função sucessora. No ano seguinte, Giuseppe Peano, citando Dedekind, formulou um conjunto equivalente, mas mais simples, de axiomas, agora os padrão.
Dedekind fez outras contribuições para a álgebra. Por exemplo, por volta de 1900, ele escreveu os primeiros artigos sobre redes modulares. Em 1872, enquanto estava de férias em Interlaken, Dedekind conheceu Georg Cantor. Assim começou uma relação duradoura de respeito mútuo, e Dedekind se tornou um dos primeiros matemáticos a admirar o trabalho de Cantor sobre conjuntos infinitos, provando ser um aliado valioso nas disputas de Cantor com Leopold Kronecker, que se opunha filosoficamente aos números transfinitos de Cantor.

## Publicações
Literatura primária em inglês:
- 1890. "Letter to Keferstein" in Jean van Heijenoort, 1967. A Source Book in Mathematical Logic, 1879–1931. Harvard Univ. Press: 98–103.
- 1963 (1901). Essays on the Theory of Numbers. Beman, W. W., ed. and trans. Dover.  Contains English translations of Stetigkeit und irrationale Zahlen and Was sind und was sollen die Zahlen?
- 1996. Theory of Algebraic Integers. Stillwell, John, ed. and trans. Cambridge Uni. Press. A translation of Über die Theorie der ganzen algebraischen Zahlen.
- Ewald, William B., ed., 1996. From Kant to Hilbert: A Source Book in the Foundations of Mathematics, 2 vols. Oxford Uni. Press.
  - 1854. "On the introduction of new functions in mathematics," 754–61.
  - 1872. "Continuity and irrational numbers," 765–78. (tradução de Stetigkeit...)
  - 1888. What are numbers and what should they be?, 787–832. (tradução de Was sind und...)
  - 1872–82, 1899. Correspondência com Cantor, 843–77, 930–40.

Literatura primária em alemão:
- Gesammelte mathematische Werke (Trabalhos matemáticos completos, Vol. 1–3).

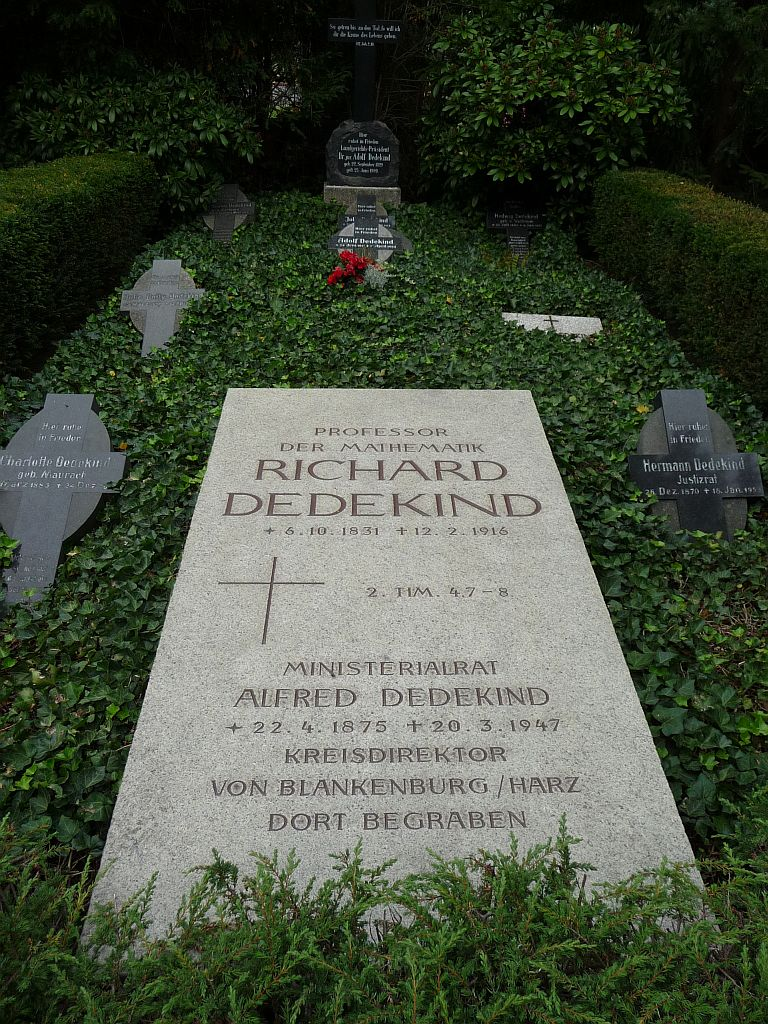
Sepultura no Hauptfriedhof Braunschweig.